# Lodewijk II van Württemberg
Lodewijk II (1137 - 1181) was van 1158 tot 1181 graaf van Württemberg.
Hij was getrouwd met Willibirg (1142 - 1179), dochter van graaf Hartman III van Kirchberg.
Lodewijk II werd vermeld in 1181. De afstamming in het huis Württemberg is voor 1200 niet met zekerheid weer te geven, de betrouwbaarheid begint eerst met zijn zonen Hartman I en Lodewijk III. Ten dele is dit te wijten aan de vernielingen in de 14e eeuw bij de boedelscheiding tussen de steden en de graaf, toen de steden de kapittelkerk van Beutelsbach plunderden en alle opschriften en wapenschilden vernielden van de "graven van Württemberg" die daar begraven waren.